# Départementalisation de Mayotte
Mayotte est un archipel situé dans le canal du Mozambique de l'océan Indien. Officiellement nommée département de Mayotte, Mayotte est une collectivité territoriale unique française et une région ultrapériphérique de l'Union européenne.
Lors du référendum sur la départementalisation de Mayotte en 2009, les Mahorais ont voté à 95,24 % pour la création d'une collectivité unique par l'article 73 pratiquant les compétences d'un département et d'une région d'outre-mer.
Le 31 mars 2011, après l'élection du président du conseil général, Mayotte est devenu officiellement le cent-unième département français, désormais doté d'un conseil départemental.

## Une revendication historique

### Revendications départementalistes
Le référendum du 28 septembre 1958 pour la constitution de la Cinquième république, offrait le choix aux territoires d'outre-mer de se libérer de la métropole. Cette possibilité de liberté éveilla la crainte de la population mahoraise de retourner sous la domination des autres îles des Comores. Cet événement fut l'élément déclencheur de la recrudescence des revendications départementalistes. Un autre facteur pour expliquer ce phénomène est la situation de l'île voisine de La Réunion, qui avait été départementalisée en 1946 : la population réunionnaise aurait rapporté le fait que la départementalisation de la Réunion n'ait apporté que des points positifs. 
Le Mouvement populaire mahorais (MPM) créé en 1963, était connu pour avoir des positions favorables à la départementalisation. Le parti succède à l'Union de défense des intérêts des Mahorais (UDIM). Entre 1960 à 1966, le MPM est divisé par deux idéologies : d'un côté, Marcel Henry, fondateur du parti, soutient l'idéologie départementaliste et de l'autre côté, le mouvement indépendantiste avec Souffou Sabili comme figure principale. Les revendications pour que Mayotte devienne un département français réapparaissent en 1966 et prennent de l'ampleur grâce au soutien de la population et notamment grâce aux mouvements des Chatouilleuses dans les années 1960 et 1970, dirigé par Zéna M'Déré. Le mouvement arrive à monter un groupe de femmes combattantes prêtes à militer pour que leur île demeure dans la République française.

### Le refus de l'indépendance
Les Comores proclament leur indépendance vis-à-vis de la France le 23 décembre 1974. Un référendum organisé se traduit par 96 % des voix en faveur de l'indépendance. Mais l'île de Mayotte a choisi de rester française. C'est pour cette raison que le 8 décembre 1976, un nouveau référendum est organisé par la France à Mayotte pour confirmer ce choix .
Mais depuis la revendication des Mahorais de rester français en 1974, les différences d'opinion avec les Comores restent de mise. Le gouvernement des Comores n'a cessé de contester les résultats au nom de « l'unité et de l'intégrité territoriale de l'archipel des Comores ». En 2018, beaucoup de Comoriens migrent clandestinement à Mayotte pour tenter de régulariser leur situation et de profiter des avantages qu'offre la nationalité française. Mais cette émigration clandestine à bord de kwassa kwassa depuis Anjouan est un drame humain, beaucoup périssent en mer. Pour ceux qui arrivent, l'île de Mayotte débordée par cette immigration, est contrainte d'expulser ces migrants du territoire. Des témoignages de Comoriens venus s'installer à Mayotte, disent être victimes d'insultes et de xénophobie par la population comorienne et également mahoraise car Mayotte s'est lancée dans une chasse aux migrants. En effet, les migrations provoquent un ralentissement de l'économie de l'île française. Ces expulsions provoquent des tensions entre les deux territoires.

## Le nouveau statut de département et région d'outre mer

### Avant l'officialisation
L'article 72-3 de la Constitution fait obtenir le titre de collectivité d'Outre-Mer à Mayotte et c'est le dernier article qui enracine Mayotte dans la constitution française. La loi organique du 21 février 2007 modifie le statut de Mayotte ayant le projet que l'île devienne un département d'Outre-Mer, face aux revendications de la population mahoraise qui s'accentuent.
Pendant le conseil des ministres du 23 janvier 2008, le gouvernement a conclu d'aller vers une départementalisation prenant en compte les spécificités de l'île, dans l'optique d'aboutir à un équilibre entre cette départementalisation et de garder la conformité de l'identité de l'île.
Le 18 avril 2008, le conseil général a voté à l'unanimité une résolution demandant que l'île soit subordonnée au statut de département et région d'Outre-Mer et un référendum est prévu pour la population mahoraise en mars 2009 sur le questionnement du statut de Mayotte en département et région d'Outre-Mer.
À la suite de la majorité de voix correspondant au « oui » pour que Mayotte devienne un département du territoire français, la loi organique du 3 août 2009 tire les conséquences du vote en transformant le statut de collectivité départementale de Mayotte en Département de Mayotte à compter de mars 2011. La loi simple et organique du 7 décembre 2010 conçoit l'organisation de la collectivité.

### Le référendum sur la départementalisation de Mayotte
Ce référendum a été soumis à sa population le 29 mars 2009. Il a reçu 61,37 % de participation et a été voté à 95,24 % « oui » à la question : « Approuvez-vous la transformation de Mayotte en une collectivité unique appelée Département, régie par l'article 73 de la Constitution, exerçant les compétences dévolues aux départements et aux régions d'Outre-Mer ? ».
Le référendum a causé de nombreuses tensions, tout d'abord avec l'Union africaine (UA) qui revendique que Mayotte appartient à l'union des Comores. L'Union africaine « condamne l'organisation d'un référendum sur la départementalisation de l'île comorienne de Mayotte et exige l'arrêt immédiat de ce processus ». De plus, les autorités métropolitaines et locales prévoyaient que le résultat allait être largement « oui ». Mais le Parti communiste français était le seul parti politique représenté au parlement français à ne pas voter « oui » à la question posée, rappelant les réclamations des Comores avec le soutien de l'Union africaine. Enfin, Ahmed Abdallah Sambi, le président de l'union des Comores, a appelé à refuser le futur statut de département français de Mayotte en s'appuyant sur la résolution 3385 de l'ONU du 21 octobre 1976. Les Français de métropole ne sont pas consultés.

### Après l'officialisation
Six mois après l'officialisation, Mayotte subit des conflits sociaux et des grèves liés à des revendications sociales telles que les questions sur l'insécurité et les conditions de vie. Malgré le pacte de départementalisation qui avait permis d'obtenir le versement du revenu de solidarité active (RSA) ou encore l'alignement de certaines prestations sociales par rapport à la France, l'île est secouée par d'importantes contestations sociales. L’État français s'est engagé à renforcer l'apport budgétaire fourni pour Mayotte (680 millions d'euros en 2010 contre 209 millions de plus en 2014). De plus Mayotte, devenue région ultrapériphérique de l'Union européenne, profite des avantages qu'offre ce statut : déblocage de fonds européens pour développer des actions prioritaires dans le but de favoriser l'accès à l'eau, l'accès à l'éducation, résorber les habitats insalubres et de mieux gérer les éventuels risques de dérapages financiers. 
En 2018, de nombreux manifestants défilent dans les rues pour protester contre l'incapacité du gouvernement mahorais à assumer les conséquences de cette départementalisation. La population ne se sent pas en sécurité car de nombreux vols, agressions ou cambriolages ont lieu. Les revendications des grévistes portent notamment sur la sécurité des citoyens, le renforcement des moyens de la justice et la reconnaissance des associations agissant dans ce domaine en débloquant principalement un fonds exceptionnel de 1,8 milliard d'euros pour valoriser les atouts culturels de l'île.
La Cour des comptes a publié un rapport en 2016 qui présentait les difficultés soulevées de l'île. La réforme aurait été insuffisamment préparée et pilotée donnant lieu à des conséquences économiques qui soulèvent des inquiétudes pour le futur. La départementalisation aurait nécessité d'être davantage préparée car Mayotte est très différente des autres départements et régions d'outre-mer. Le cent-unième département français est confronté à une croissance démographique importante liée à un très fort taux de chômage (36,6 %), ce qui provoque un retard certain face aux autres départements français. De plus, des incertitudes demeurent sur l'état civil et l'indisponibilité de se préparer face à la prise en charge des nouvelles compétences qu'offre l’État français (RSA, fonds de solidarité pour le logement, etc.).
En mars 2025 est présenté aux élus mahorais, un projet de loi prévoiyant le passage du statut de Mayotte en département-région.